# 阿拉巴馬西鯡
阿拉巴馬西鯡為輻鰭魚綱鲱形目鲱科的其中一種，分布中西大西洋的墨西哥灣海域，體長可達51公分，棲息在沿海海域的洄游性魚類，成群活動，在半鹹水水域或河口產卵，屬肉食性，以小魚、橈腳類、甲殼類，可做為食用魚。

## 擴展閱讀
維基物種上的相關：阿拉巴馬西鯡